# Lake Panache
Lake Panache är en sjö i Kanada.   Den ligger i kommunen Greater Sudbury och provinsen Ontario, i den sydöstra delen av landet, 400 km väster om huvudstaden Ottawa. Lake Panache ligger 219 meter över havet.